# É Tudo Nosso!
É Tudo Nosso! foi um programa de televisão brasileiro exibido pelo SBT de 15 de março de 2024 a 3 de janeiro de 2025. Era apresentado por Benjamin Back e contava com o apoio do influencer Fausto Carvalho (Jorginho), e também da apresentadora Helen Ganzarolli, do jornalista Mano Borges e do humorista Victor Sarro.

## Antecedentes
Em janeiro de 2023, o SBT realizou testes com o então apresentador do Arena SBT, Benjamin Back, e o integrante do The Noite com Danilo Gentili, Murilo Couto, para comandarem uma nova versão do Programa Livre e que seria exibido nas tardes de sábado, após ser avaliado o bom desempenho de ambos em seus respectivos produtos. Couto acabou sendo um dos favoritos da direção da emissora para a releitura do extinto programa, enquanto que Back foi transferido para uma outra atração, agora em um formato inédito, mesclando humor e esportes.
No dia 20 de abril de 2023, Benjamin Back foi demitido do SBT por cortes de gastos, segundo a justificativa da emissora, engavetando o piloto do futuro programa sem maiores explicações. Em 6 de junho do mesmo ano, Back foi contratado pela CNN Brasil para apresentar o DominGOL com Benja. Em 13 de setembro, o jornalista chegou a ser visto nos corredores do SBT, dando início aos boatos de seu possível retorno. No dia 16 de outubro, quase cinco meses depois da dispensa, Benjamin foi recontratado pela emissora em um acordo com a CNN e o projeto do futuro programa voltou a ser posto em prática, agora com a solicitação de novos pilotos e ajustes.
Em 1.° de dezembro de 2023, durante a festa de final de ano do SBT no Circo do Tiru, foram exibidas as primeiras imagens do programa. Logo depois, foi revelado que a atração se chamaria É Tudo Nosso! após a divulgação do plano comercial.

## O programa
Mesclando humor, música e debates, Benjamin Back comandava uma atração que prometia ser um "caos" nas noites de sexta-feira. Ele contava com a ajuda do "primo rico" Jorginho beach tênis, de Helen Ganzarolli, Mano Borges e Victor Sarro e além disso, os convidados participavam junto com a galera, estando misturados com anônimos na plateia, sem serem percebidos.

## Quadros
- Apaga Esse Arquivo, P!
- Puro Suco
- Memeorial
- Fila da Fama
- Tiago sem T
- É Tudo Rima!
- Caos de Família
- Notícias irritantemente impressionantes

## Repercussão

### Audiência
Estreou com 3 pontos, derrubando em 15% a média do horário das 23h, que anteriormente era ocupado pela faixa de filmes Tela de Sucessos e finalizando em terceiro lugar isolado, sendo superado pelo Quilos Mortais, a série Chicago P.D e a edição da meia noite do Jornal da Record - 24h.
Nos episódios seguintes, o programa passou a se figurar na casa dos 2 pontos, chegando a empatar com a RedeTV! que exibia na faixa a reapresentação do Operação de Risco e o Leitura Dinâmica. Seu pior índice foi registrado em 19 de abril de 2024 com 2,3 pontos. Em 26 de abril, o programa bateu recorde com 3,1 pontos, chegando a registrar 4,3 de pico. No dia 7 de junho, bateu novo recorde com 3,2 pontos, mas agora, assumindo a vice-liderança isolada por quase toda a sua exibição, superando a segunda temporada do A Grande Conquista, a edição da meia noite do Jornal da Record - 24h e o Fala que Eu Te Escuto, sendo superado apenas pelos Quilos Mortais. No dia 14, segue em onda de crescimento e supera seu recorde anterior com 3,4 pontos.
A última edição, exibida em 3 de janeiro de 2025, registrou 3,5 pontos, ficando na vice-liderança isolada e sendo o maior índice de todos os episódios do programa.

### Público e crítica especializada
Pelo público, a atração foi comparada com programas exibidos na extinta MTV Brasil e no próprio SBT, além de outras projetos do passado como o Programa H, O+, Superpositivo, Descontrole, Pânico na TV, Pânico na Band e o Legendários. Além disso, o programa teve a aceitação de 90% dos internautas, que apesar de algumas críticas pelo formato parecer "confuso" e "bagunçado", também elogiou a condução da atração e o humor exibido, principalmente com os quadros Zona de Conflito e o Apaga Esse Arquivo, P!.
A colunista Wandreza Fernandes, do portal Área Vip, elogiou o programa, pontuando que a atração trazia fôlego renovado e rejuvenescia a antiga cara do SBT. O apresentador Benjamin Back chegou a ficar desnorteado no começo, o que é normal na visão da jornalista, por se tratar de uma estreia. Seus assistentes Mano e Victor Sarro também foram elogiados, assim como Helen Ganzarolli, que segundo a crítica, merecia mais tempo de tela e não ficar presa no papel de coadjuvante. Por fim, finalizou dizendo que a atração merecia sair do papel há muito mais tempo, já que é um projeto mais próximo do público jovem.

### Cancelamento
Em 8 de setembro de 2024, a Folha de S.Paulo publicou que o programa sofria de baixa aceitação no mercado publicitário tendo apenas um anunciante, a marca de produtos alimentícios Aurora, que também fazia ações de merchandising dentro do programa. Além do baixo faturamento e os índices de audiência considerados ruins para o horário em que era exibido, a atração começou a ser alvo de boatos que anunciavam o seu cancelamento no final de 2024, se confirmando em 6 de dezembro. Por já ter uma frente de episódios gravados, o programa seguiu no ar até o dia 3 de janeiro de 2025, quando passou a ter o seu espaço coberto pelos shows do festival Verão Maior Paraná e com o fim deste, foi substituído pela Tela de Sucessos, que retornou à programação após ter saído do ar em favor do programa em março de 2024.